# سيسيناند
سيسيناند (605 - 636) هو ملك من ملوك القوط الغربيين لهسبانيا وسبتمانيا وغاليسيا حكم بين عامي 631-636.
قاد العديد من الحملات وخرجت في عهده العديد من الانتفاضات، وكان المستفيد الأكبر من رجال الدين وألغى الضرائب عنهم.

## الوفاة
توفي بموت طبيعي في 12 مارس 636 في مدينة طليطلة، وأختار الأساقفة شنتيلا لخلافته في الحكم.